# Claudia Maurer Zenck
Claudia Maurer Zenck (* 18. Februar 1948 in Bremen) ist eine deutsche Musikwissenschaftlerin.

## Leben
Claudia Maurer Zenck studierte in Freiburg im Breisgau Klavier und Musikwissenschaft (bei Hans Heinrich Eggebrecht und Rolf Dammann). An der TU Berlin wurde sie 1974 mit der Dissertation Versuch über die wahre Art, Debussy zu analysieren bei Carl Dahlhaus promoviert. Im Jahr 2000 habilitierte sie sich an der Universität Innsbruck mit der Studie Vom Takt. Untersuchungen zur Theorie und kompositorischen Praxis im ausgehenden 18. und beginnenden 19. Jahrhundert.
Von 1988 bis 2001 war sie Professorin für historische und kritische Musiktheorie an der Hochschule für Musik und darstellende Kunst Graz, von 2001 bis zu ihrer Pensionierung 2013 lehrte und forschte sie als Professorin (C4) für Historische Musikwissenschaft an der Universität Hamburg. Eines ihrer bestimmenden Themen ist der Komponist Ernst Krenek.

## Schriften (Auswahl)
- Versuch über die wahre Art, Debussy zu analysieren. München 1974, ISBN 3-87397-038-4.
- Ernst Krenek – ein Komponist im Exil. Lafite, Wien 1980, ISBN 3-85151-033-X.
- Vom Takt. Untersuchungen zur Theorie und kompositorischen Praxis im ausgehenden 18. und beginnenden 19. Jahrhundert. Wien 2001, ISBN 3-205-99287-3.
- Così fan tutte. Dramma giocoso und deutsches Singspiel. Frühe Abschriften und frühe Aufführungen. Schliengen 2007, ISBN 978-3-931264-29-1.
- als Herausgeberin: Theodor W. Adorno – Ernst Krenek: Briefwechsel 1929–1964, Suhrkamp, Berlin 2020, ISBN 978-3-518-58753-9.
- als Herausgeberin: Theodor W. Adorno – Rudolf Kolisch: Briefwechsel 1926–1969, Suhrkamp, Berlin 2023, ISBN 978-3-518-58802-4.